# Francisco González (Fußballspieler, 2001)
Francisco Agustín González (* 6. April 2001 in Ordóñez) ist ein argentinischer Fußballspieler.

## Karriere

### Verein
Von der U20 der Newell’s Old Boys stieg er Mitte 2019 in deren zweiter Mannschaft auf. Im August 2020 ging er dann fest in den Kader der ersten Mannschaft über. Sein Debüt in der ersten Liga hatte er aber bereits im September 2019.
Ende Januar 2025 wechselte er für ein halbes Jahr zum CSD Defensa y Justicia und Ende Juli zum CD O’Higgins nach Chile.

### Nationalmannschaft
Im Oktober 2023 wurde er erstmals für die argentinische U23 für die Vorbereitung vor dem Qualifikationsturnier für Olympia nominiert. Dort kam er auch zwei Mal zum Einsatz. Bei dem Turnier selbst war er auch in drei Partien aktiv und erzielte hier im Spiel gegen Uruguay ein Tor und bereitete ein weiteres in diesem vor. Am Ende landete er mit seinem Team hier auf dem zweiten Platz der Endgruppe und qualifizierte sich so für die Spiele in Paris.